# Павловка (Большеболдинський район)
Павловка (рос. Павловка) — селище в Большеболдинському районі Нижньогородської області Російської Федерації.
Населення становить 1 особу. Входить до складу муніципального утворення Пікшенська сільрада.

## Історія
Від 2009 року входить до складу муніципального утворення Пікшенська сільрада.

## Населення
| 1999 | 2002 | 2010 |
| ---- | ---- | ---- |
| 11   | ↘6   | ↘1   |